# IP-telefon
En IP-telefon er et apparat eller en applikation beregnet til IP-telefoni. IP-telefoner kan bruges også som et Paging System, et slags Public Address system, et højtaleranlæg.